# Markneukirchen
Markneukirchen (ve fojtském dialektu Neikirgn) je městečko v zemském okrese Fojtsko v německém Sasku. Nachází se poblíž česko-německých hranic mezi Krušnými horami a Smrčinami v Halštrovských horách, asi 24 km jihovýchodně od německého Plavna a 14 km severovýchodně od Aše.
Je „hlavním městem“ takzvaného Fojtského hudebního koutu, což je oblast výroby hudebních nástrojů ve Fojtsku vyhlášená po staletí svými vysoce kvalitními žesťovými a dřevěnými dechovými a strunnými nástroji. V této malé oblasti působí na 115 různých podniků vyrábějících hudební nástroje. Spoléhají se převážně na tradiční pracovní postupy a své výrobky prodávají do celého světa.
Ve městě se nachází Muzeum hudebních nástrojů, založené roku 1883, kde se každoročně koná mezinárodní hudební soutěž a mistrovské kurzy. Od roku 1993 je soutěž členem Světové federace mezinárodních hudebních soutěží.

## Historie

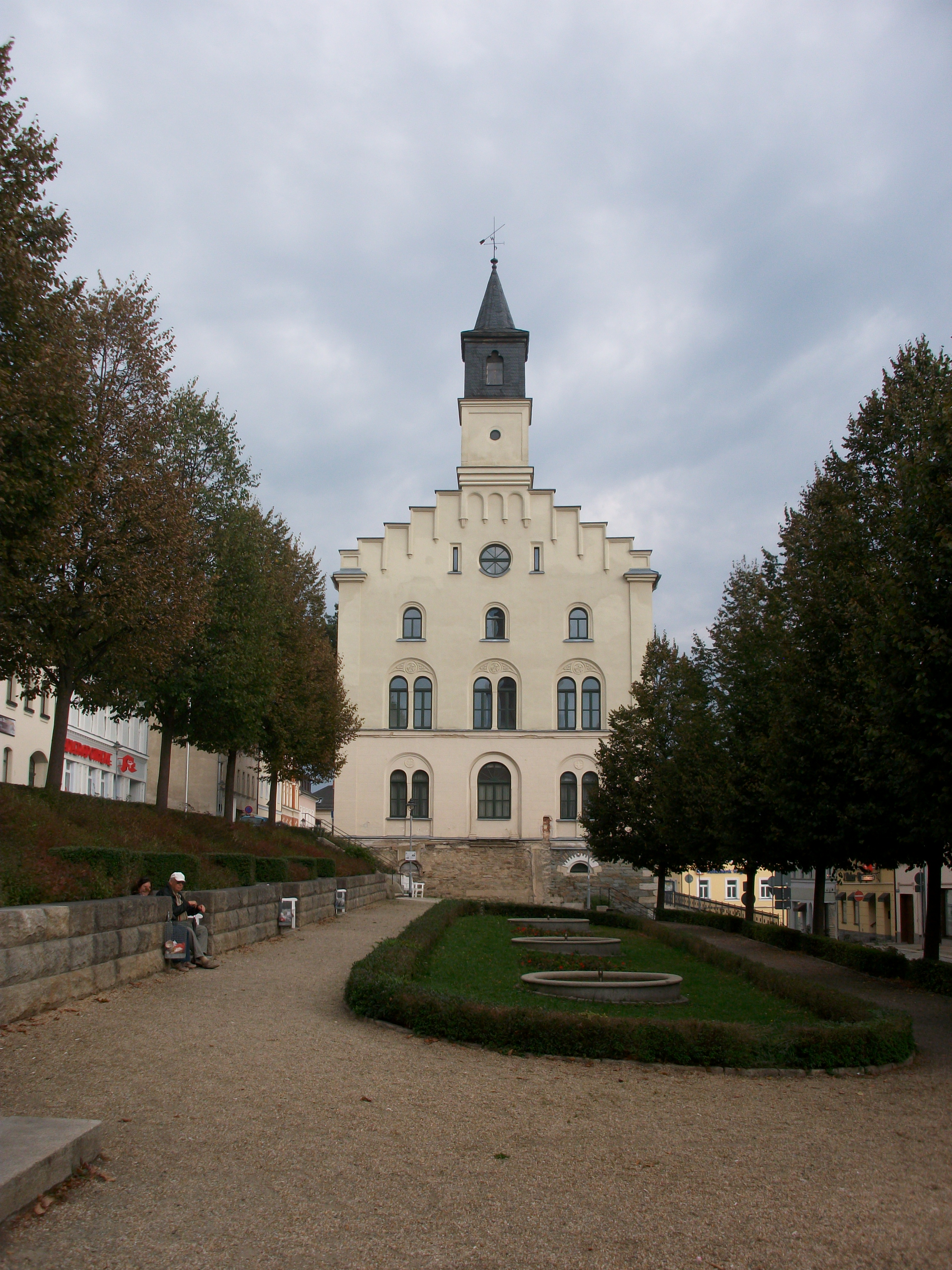
Radnice

K založení vesnice Nothaft došlo ve 13. století. Jméno obdržela po Albertu Nothaftovi z Vildštejna, který ovládal Chebsko a stěhoval do zdejších končin rodiny z Bavorska a Horní Falce.
První písemná zmínka o vsi pochází z roku 1274, kdy se o ní píše jako o Neukirchenu, tedy o novém kostele. Tento nový kostel je rovněž zmiňován v listině z kláštera Valdsasy jako Chunradus de Newenkirchen.
V roce 1357 obdržela obec (Nuenkirchin) právo pořádat trhy, tak jako tomu bylo v sousedních městech Adorfu a Olešnici. Tržiště založili Plavenští z Plavna (buď Jindřich I. Starší, nebo Jindřich III. Dlouhý), kteří chtěli prostřednictvím plánované městské politiky upevnit své postavení vůči soupeřícímu rodu Wettinů.
Od roku 1657 do roku 1718 náležel Markneukirchen do sekundogenitury albertinské linie Wettinů, vévodství Sasko-Zeitz.
Během protireformace koncem třicetileté války uprchli do Saska z Kraslicka čeští houslaři, kteří vyznávali protestantismus. Tito čeští exulanti se přestěhovali do Markneukirchenu. V roce 1677 se 12 řemeslníků spojilo a založilo první cech houslařů v Německu. Tak začala tradice výroby hudebních nástrojů v Markneukirchenu. V roce 1777 byl založen cech strunařů a roku 1797 se spojili i výrobci dřevěných dechových nástrojů a lesních rohů a vytvořili Společnost pro výrobu hudebních nástrojů.
V noci z 22. na 23. dubna 1840 vypukl ve městě obrovský požár, při němž byla zničena víc než polovina města, zejména jeho nejstarší část.
Na přelomu 20. století pocházela z oblasti Fojtského hudebního koutu téměř polovina světové produkce hudebních nástrojů. To byl také důvod, proč byl v Markneukirchenu v roce 1893 zřízen konzulát Spojených států, který zde fungoval až do roku 1916.
Současný název města pochází z roku 1858, kdy byl královským dekretem vydaným v Drážďanech změněn dosavadní název Markt Neukirchen na Markneukirchen s vynecháním písmene t ve slově Markt, aby nedocházelo k záměně s jinými Neukircheny.
V rámci územně-správní reformy v NDR z roku 1952 bylo město spolu s dalšími sedmi obcemi připojeno k okresu Klingenthal v rámci kraje Chemnitz, jenž se rok nato stal na 37 let krajem Karl-Marx-Stadt. Po sjednocení Německa Markneukirchen v roce 1996 připadl v rámci první saské územně-správní reformy ve Fojtsku do Zemského okresu Fojtsko.

## Muzea

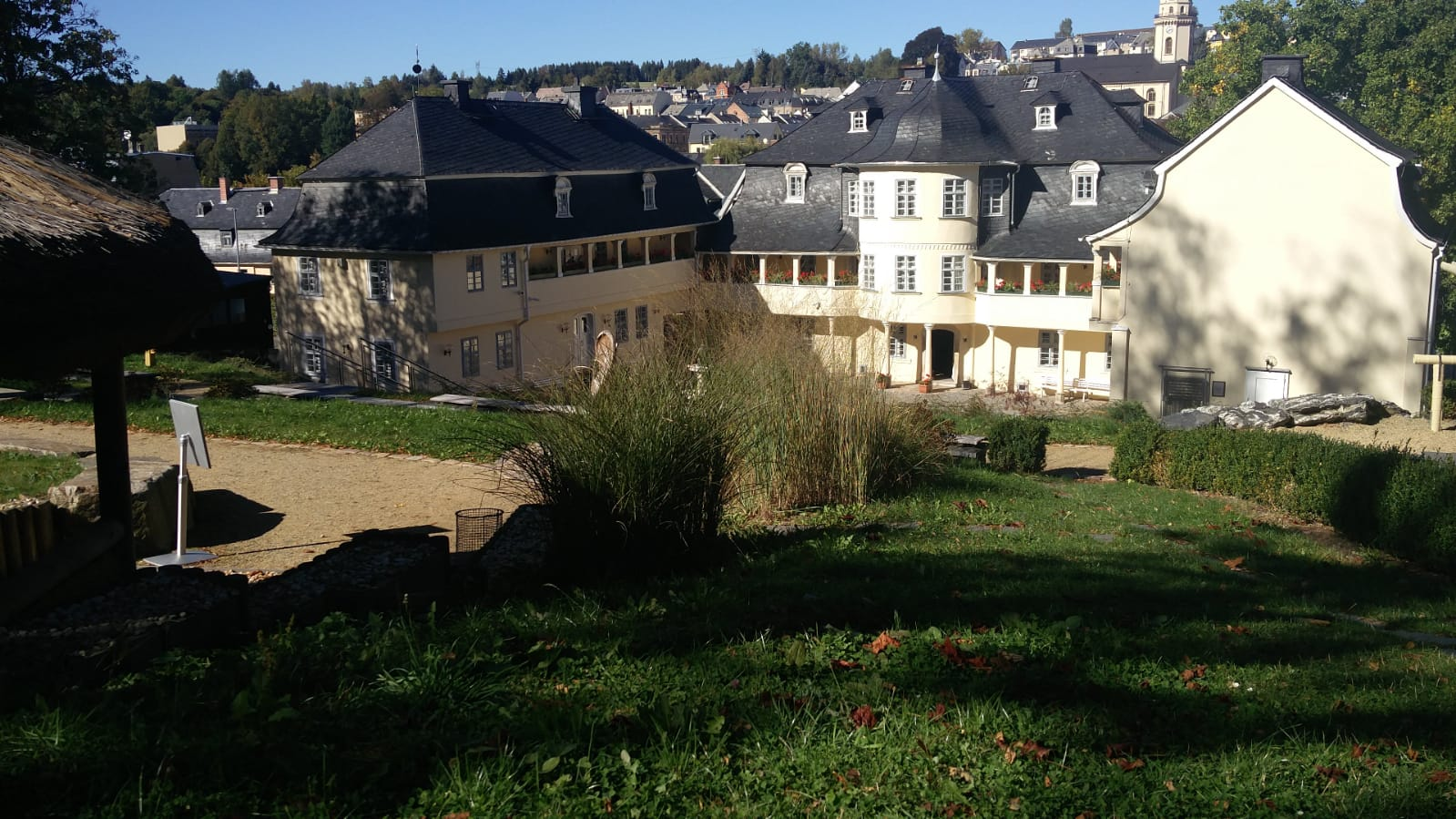
Muzeum hudebních nástrojů

- Muzeum hudebních nástrojů v Markneukirchenu založil v roce 1883 učitel a varhaník Paul Otto Apian-Bennewitz. V té době výroba hudebních nástrojů vzkvétala díky čilému obchodu s řadou evropských zemí a USA a on zamýšlel vytvořit sbírku evropských a etnických hudebních nástrojů jako výukovou pomůcku pro jejich místní výrobce. Sbírka dnes obsahuje na 6500 exponátů z Evropy, Asie, Afriky, Ameriky a Austrálie, ale důraz je kladen na produkci z oblasti Fojtského hudebního koutu. Sbírka tak představuje vývoj výroby hudebních nástrojů od 17. století po současnost.
- Muzeum značky Framus otevřené v roce 2007 vzdává hold úspěšnému výrobci, kdysi největší evropské továrně na kytary. Ve třech patrech je vystaveno 200 nástrojů značky Framus, jejímž zakladatelem byl Fred Wilfer, narozený v roce 1917 poblíž města Schönbach (dnes Luby). Wilfer svou původně dílnu založil, aby pomohl houslařům odsunutým po 2. světové válce z českého území. Muzeum je v současné době uzavřeno.[9]
- Vesnické muzeum Horního Fojtska v místní části Erlbach otevřené v roce 1992 je věnováno místní historii a výrobě hudebních nástrojů v Erlbachu. Nachází se ve zrenovovaném srubu z roku 1726.[10]
- Hüttelova výstava mechanických hudebních automatů v místní části Wohlhausen nabízí návštěvníkům prohlídku řady orchestrionů, flašinetů, hudebních hodin, gramofonů a dalších exponátů.
- V částech Landwüst a Eubabrun se nacházejí skanzeny Landwüst a Eubabrunn. Představuje se v nich práce a život venkovského obyvatelstva v Horním Fojtsku. Nejstarší ze zdejších staveb pocházejí z doby před rokem 1800.